# Bulbophyllum namoronae
Bulbophyllum namoronae là một loài phong lan thuộc chi Bulbophyllum.